# Пакора
Пакора (также бхаджия и понако) — вегетарианская жареная закуска, происходящая из Индии. На Западе популярна в ресторанах быстрого питания.
Само слово пакора происходит от санскритского слова, буквально означающего «приготовленный».
Пакора является одним из самых популярных блюд в Индии, а также традиционной и самой распространенной закуской в Бенгальский Новый Год.
При приготовлении пакоры кусочки овощей окунаются в традиционное тесто «безан» из нутовой, гороховой, реже гречневой муки, и обжариваются во фритюре. Пакору традиционно запивают чаем. На свадебных церемониях — с чаем масала.
В разных частях Индии рецепт приготовления имеет некоторые различия: так, в Гуджарате пакора подается с листьями пажитника, в Уттар-Прадеше готовится из особого сорта теста.

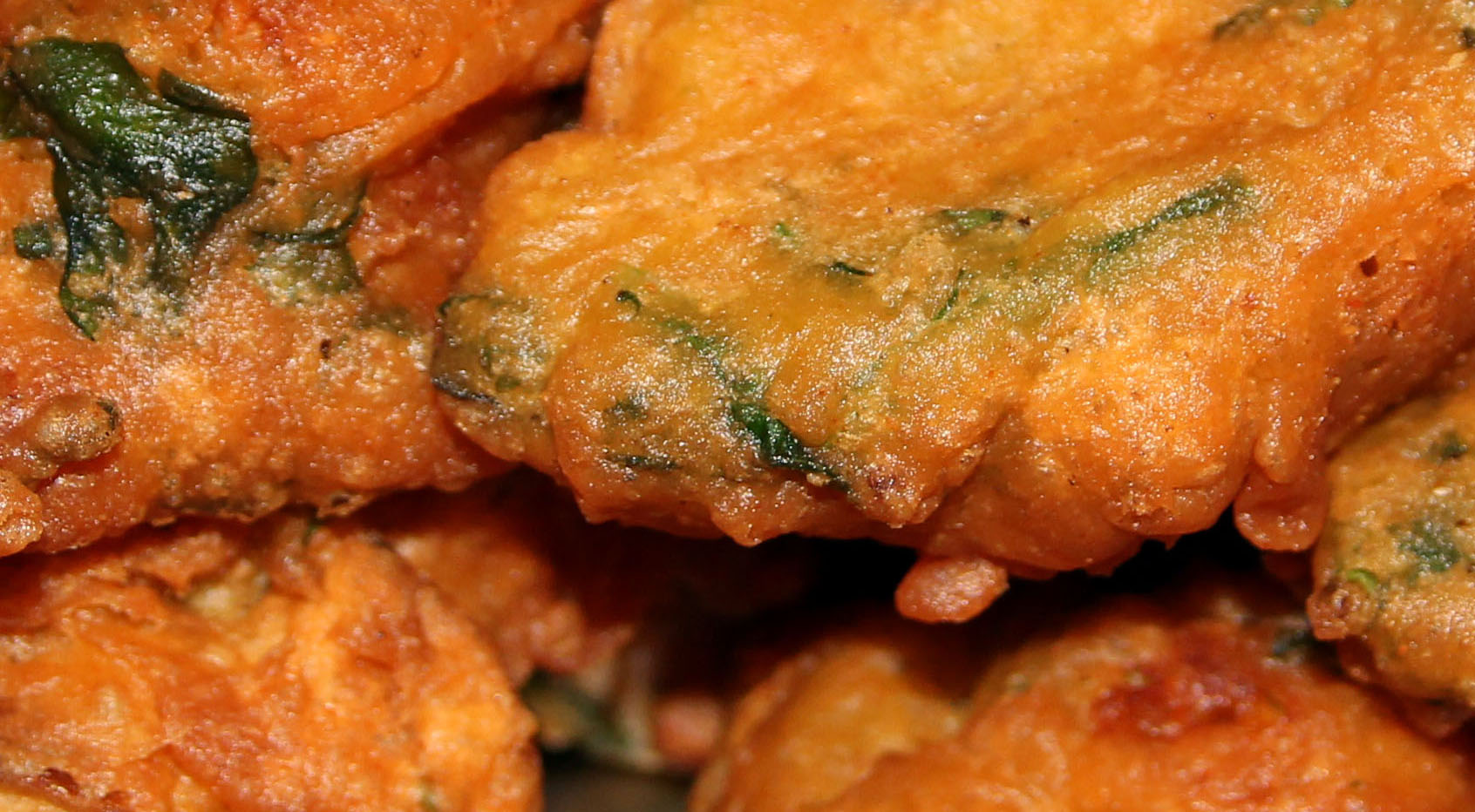
Пакора со шпинатом
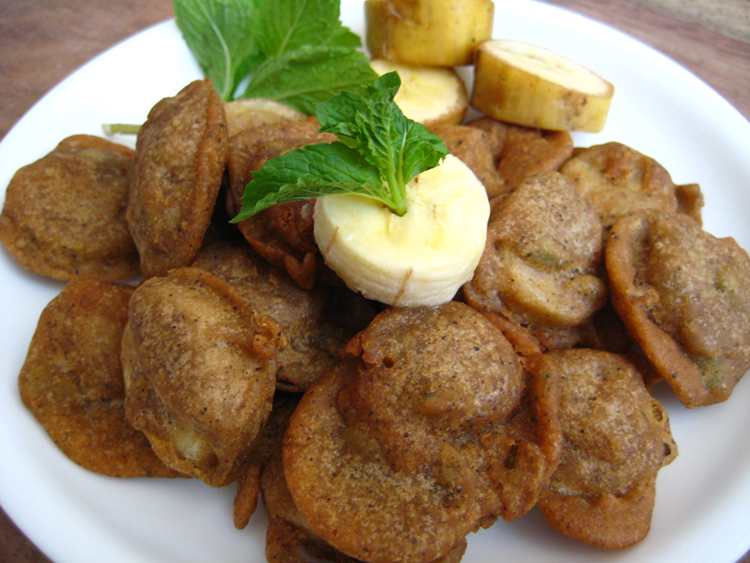
Банановая пакора
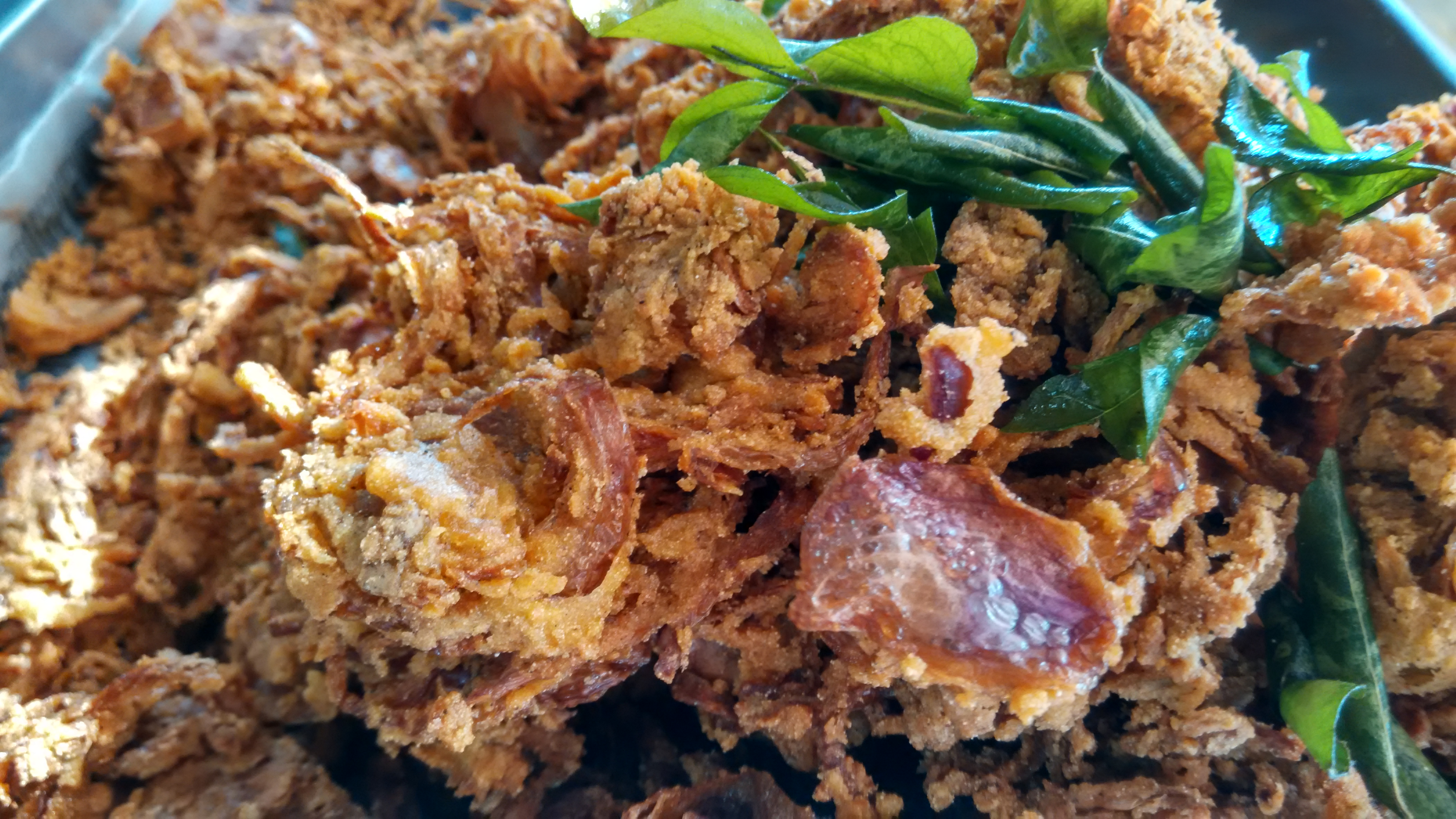
Луковая пакора в кафе Мумбаи
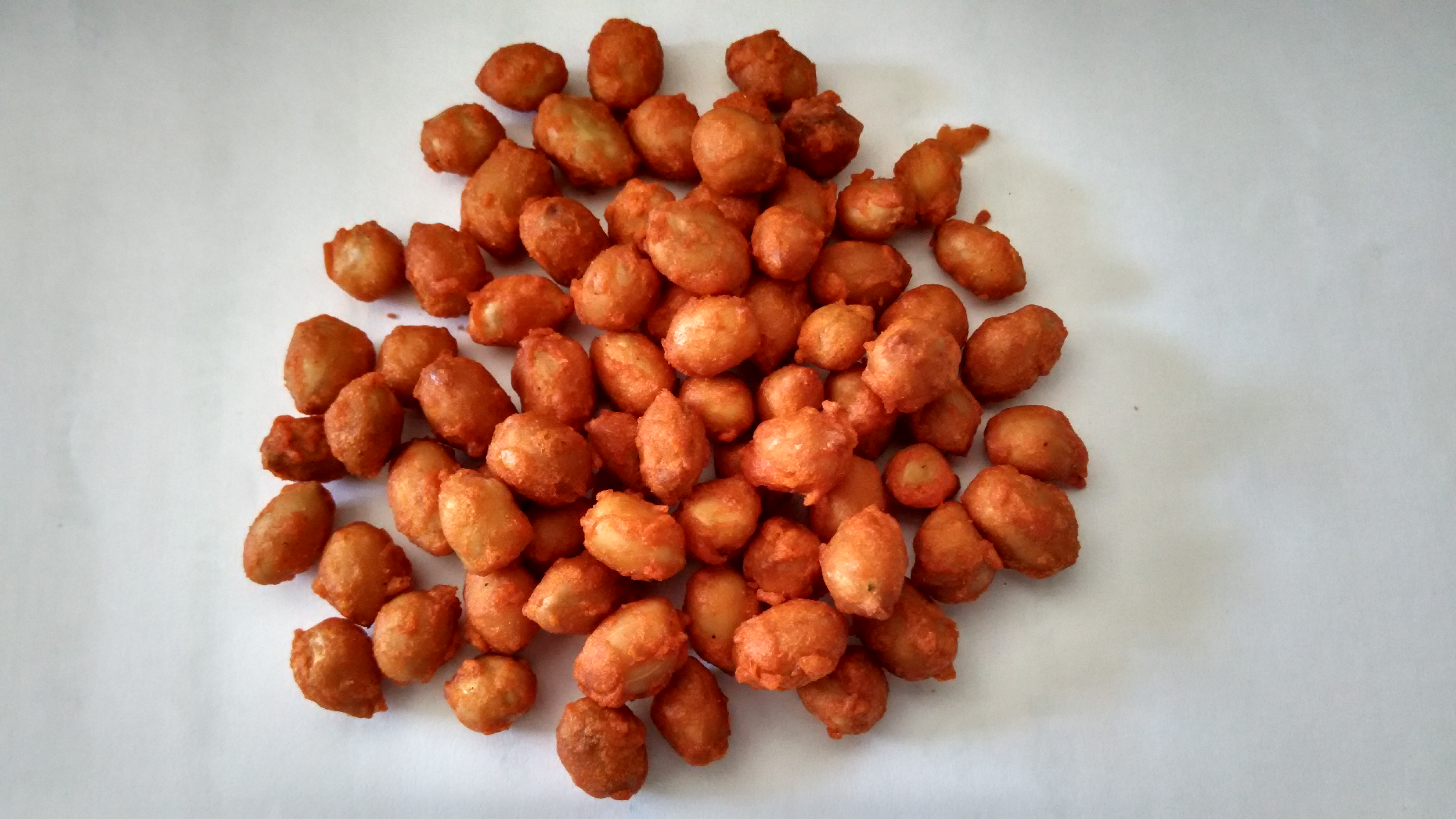
Арахисовая пакора
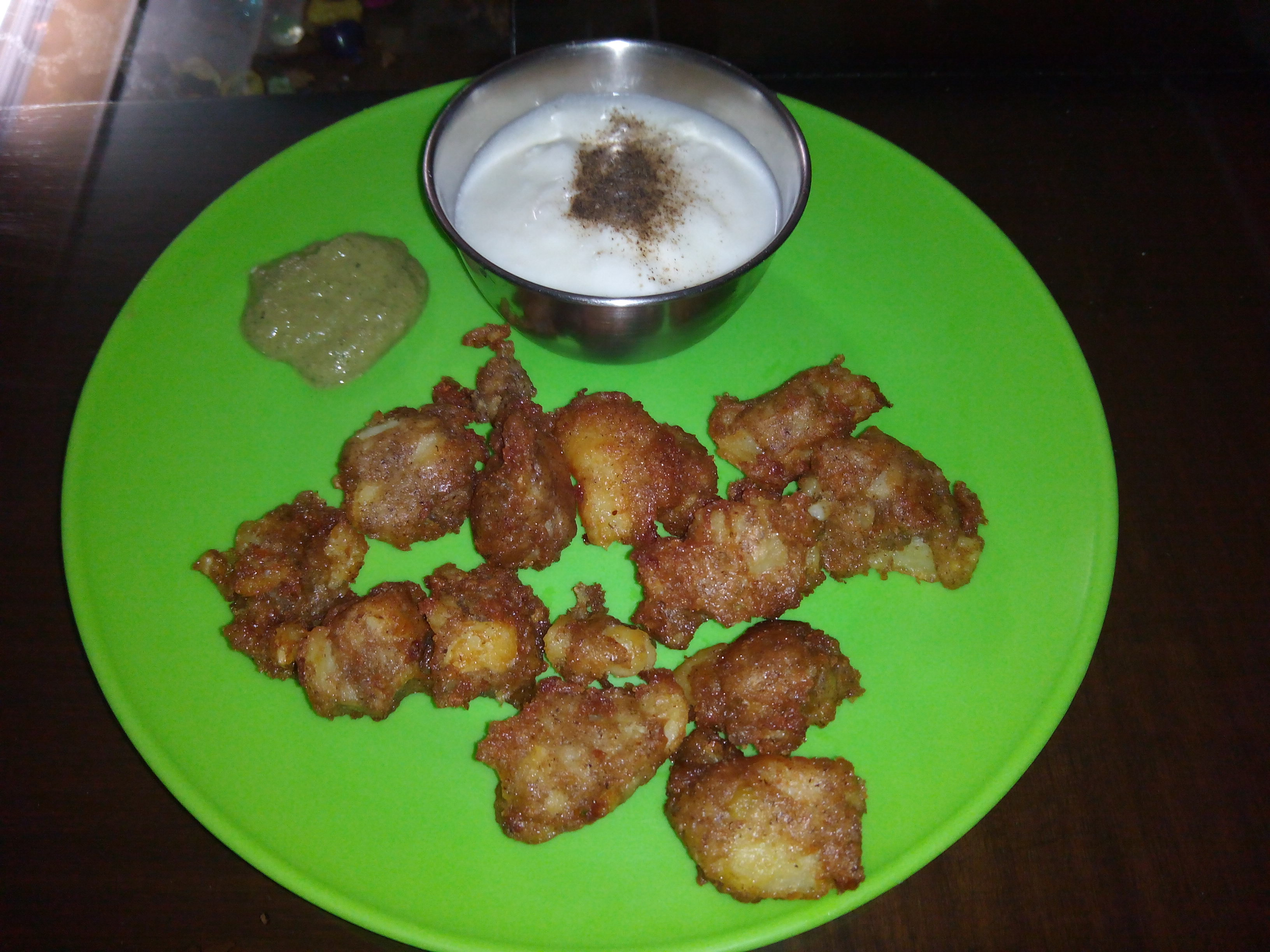
Кутту — разновидность пакоры, которую в Индии готовят к праздникам
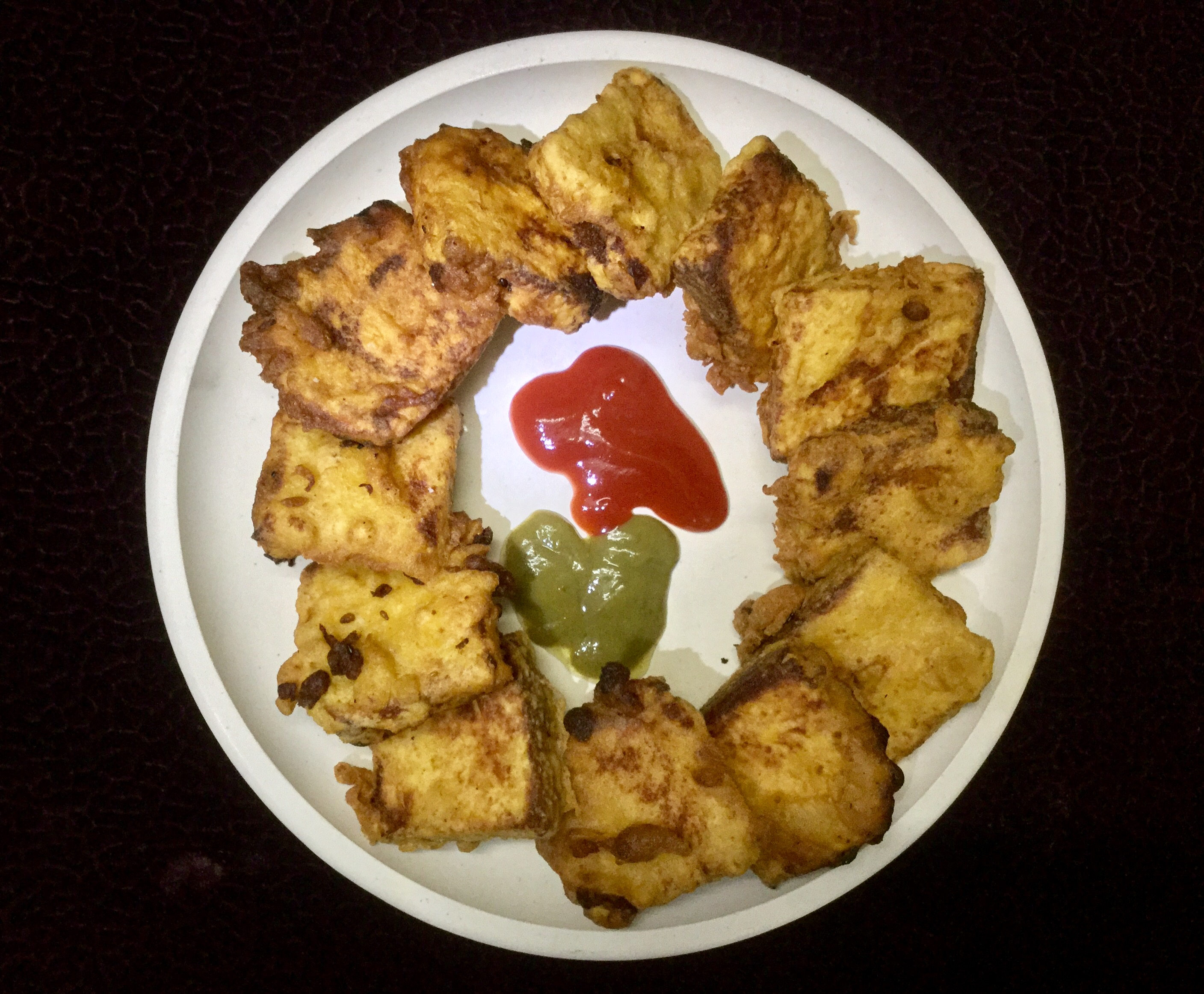
Хлебная пакора
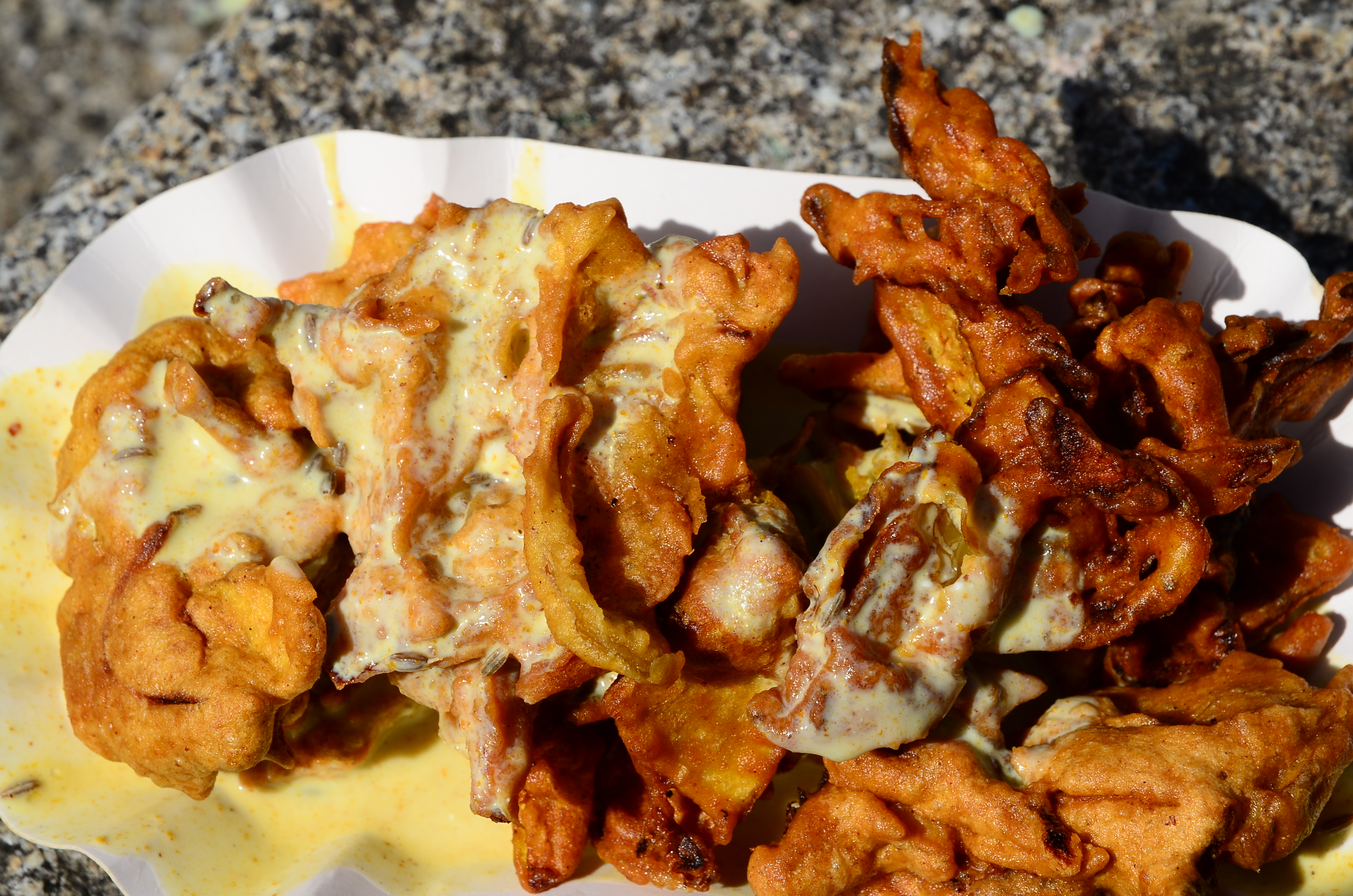
Пакора с соусом в ресторане Цюриха